# Johann Trygophorus
Johann Trygophorus (* 1580; † 31. August 1626 in Greifswald) war ein deutscher Historiker und Philologe.
Johann Trygophorus kam von Kassel nach Greifswald und wurde hier 1610 Professor für Philologie und Rhetorik.
Trygophorus heiratete 1610 Sibylle Völschow (1584–1655), eine Tochter des Greifswalder Bürgermeisters Joachim Völschow (1550–1597) und dessen Ehefrau Sibylla von Mevius (1562–1630). Sibylla von Mevius war eine Tochter des Greifswalder Juraprofessors Thomas Mevius. Eine Tochter Regina heiratete 1636 Joachim Severin, Sazellanus in Treptow an der Tollense.